# 펀 (밴드)
펀.(영어: Fun.)은 미국 뉴욕 시를 기반으로 더 포맷 출신 네이트 루스가 결성한 인디 팝 밴드이다. 2008년 더 포맷이 해산한 후, 루스는 아니살로의 앤드루 도스트와 스틸 트레인의 잭 안토노프와 펀을 결성한다.
펀은 현재 두 장의 앨범을 발표했는데, 2009년에 Aime and Ignite, 2012년 2월에 Some Nights가 나와 있다.
싱글로 히트한 "We Are Young"이 빌보드 핫 100 및 디지털 송 부문에서 1위까지 올랐다. 이 곡은 2001년 12월에 니켈백의 "How You Remind Me" 이후 지난 10년간 처음으로 여러 명의 록 밴드가 빌보드 핫 100에 1위로 데뷔하게 했다.

## 구성원
- 네이트 루스 - 보컬 스타일이 퀸의 프레디 머큐리와 비슷하다고 한다. 특이한 목소리는 가창력이 아닌 진심을 호소하는데서 울림을 준다.
- 잭 안토노프 - 수재로, 안경을 쓴 기타리스트. 네이트가 펀을 결성하려고 먼저 말을 걸었던 사람이다.
- 앤드루 도스트 - 기타나 베이스, 피아노뿐만 아니라, 트럼펫, 플뤼겔 호른 및 글로켄슈필 등 다양한 악기를 다룰수 있다. 세계를 큰 아트 프로젝트라고 생각하는 가사의 중요 인물이다.

## 앨범
| 제목           | 앨범 정보                                                                 | 최고 순위 | 최고 순위 | 최고 순위 | 최고 순위 |
| 제목           | 앨범 정보                                                                 | US        | US Alt    | US Rock   | CAN       |
| -------------- | ------------------------------------------------------------------------- | --------- | --------- | --------- | --------- |
| Aim and Ignite | - 발매일: 2009년 8월 25일 - 음반사: Nettwerk - 형식: CD, 다운로드         | 71        | 20        | 23        | —         |
| Some Nights    | - 발매일: 2012년 2월 21일 - 음반사: 퓨얼드 바이 라멘 - 형식: CD, 다운로드 | 3         | 1         | 1         | 5         |